# Кефе (эялет)
Эялет Кефе или Кафа (также Кефинское бейлербейство; осм. Eyalet-i Kefe, тур. Kefe Eyaleti) — эялет Османской империи в 1568—1774 годах, образованный путём повышения статуса Кефинского санджака и присоединения к нему нескольких полуэксклавов, получивших статус санджаков или райя (Бендер, Аккерман). Он простирался по северному побережью Чёрного моря, включая в себя несколько полуэксклавов. Глава носил титул белербея. Эялет включал в себя южноe побережье Крыма. Эялет находился под прямым османским правлением, отдельно от Крымского ханства. Его столицей был город Кефе (Кафа — современная Феодосия).

## История
Кафа и прилегающие территории впервые стали владением Османской империи после её победы над генуэзцами в 1475 году, после чего был создан санджак с центром в Кафе.
Эялет Кефе образовался в 1568 году как бейлербейство. В XVII веке записи Эвлия Челеби утверждают, что санджаки эялета «управлялись воеводами, назначаемыми султаном, а не ханом». В 1774 году эялет был ненадолго присоединён к независимому Крымскому ханству в результате Кючук-Кайнарджийского мирного договора, однако уже в 1783 году само ханство целиком было присоединено к Российской империи.

## Экономика эялета
Основой экономики эялета была посредническая торговля между городами Анатолии и Европы. Сюда прибывали бухарские, персидские, украинские, итальянские и анатолийские купцы. Большая часть кораблей приходила сюда из Стамбула и Галаты, Трапезунда, Азова, Синопа и Измита. Это были небольшие суда, перевозившие грузы в среднем трех-пяти купцов. Большинство привезенных товаров была из Стамбула, Бурсы, Южного Причерноморья — Трапезунда, Синопа, Стамбула, а также из Центральной Анатолии — Анкары, Сивригисара, Бейшегира, Ушака и Гёрдеса.
Кафа также получала товары из Трапезунда, особенно вино, лесные орехи, корабельные мачты. Хлопчатобумажные ткани были главным предметом экспорта из Центральной Анатолии в Кафу, за ними шли мохер и рис из Анкары, опиум с Бейшегира, ковры с Ушак и Гёрдеса. Из Эгейского региона Кафа получала масла, оливковое масло, фасоль, изюм, вино и уксус. Купцы из Бурсы привозили шелка, ковры и красители. Через Кафу на юг продавали также крупный рогатый скот, овец и лошадей, упряжь, татарские луки, стрелы, кожу из Казани.
Кафа была главным портом для вывоза товаров на юг. Зерно, мука, сало, освещенное сливочное масло, сыр и мед вывозились из Крыма и Кубанского степи через Кафу в Стамбул. Чтобы увеличить производство зерновых и удовлетворить рыночный спрос, аристократия Крымского ханства устраивала в степной зоне колонии сельскохозяйственных рабочих, состоявшая из русских пленных, производивших зерновые на экспорт. Кафа, как и зависимые от неё порты в Азове, Керчи, Тамани и Копи были главными рынками для покупки рабов, которых крымские и ногайские татары захватывали во время набегов на московские и польские земли. В Крыму сформировалось самое крупное в Европе набеговое хозяйство. Обычно пленников привозили из Тамани в Кафу, где их обменивали на ткани, привезенные в Крым анатолийского купцами.
Промысел осетров в устье Дона и производство икры также были важными для экономики этого эялета, который поставлял их Стамбула и эялет Малой Азии. Венецианцы и генуэзцы сначала вывозили муку, рыбу и икру в Италию, но со временем большинство всего этого стало поступать в растущий Стамбул, а итальянские государства стали заниматься ростовщичеством путём заёма накопленного капитала для поддержки институтов растущей Испанской колониальной империи. Их связи с крымской торговлей к концу XV века сошли на нет. Османское государство удерживала 10 % от выловленной рыбы.

## Административное деление
Санджаки эялета между 1700—1730:
- Санджак Паша (Феодосия)
- Санджак Аккерман (Белгород-Днестровский)
- Санджак Бендер (Бендер)
- Санджак [[Ачу]] (Темрюк)
- Санджак Зане
- Санджак Кынбурун (Кинбурн)

## Известные пашисанджака Кефеи берлейбеи эялета Кефе
Паши 1475—1568
- 1486 Касим-паша[8]
- 1510—1512 Шахзаде Сулейман (с 1520 султан Сулейман I)[9]

Берлейбеи 1568—1774
- с 1568 Касим-паша[10]

- 1582 Джафер-паша, в источнике упомянут как берлербей[11]

- 1710—1711 Чорлулу Дамат Али-паша, бывший великий визирь[12]